# 藤井拓海
藤井 拓海（ふじい たくみ、1995年9月2日 - ）は、ジャパンラグビーリーグワン三重ホンダヒートに所属するラグビー選手。

## プロフィール
- 京都府出身[1]。
- ポジションはプロップ(PR)。
- 身長 176 cm、体重 105 kg
- U17日本代表および関西学生代表に選ばれたことがある[2]。

## 略歴
2011年、京都市立上京中学校卒業後、東海大仰星高校に入学する。
2014年、東海大仰星高校卒業後、関西大学に入学する。
2017年、関西大学ラグビー部の主将に就任した。
2018年、関西大学卒業後、Honda Heat(現・三重ホンダヒート)に加入。同年9月1日に行われたジャパンラグビートップリーグ第1節のリコーブラックラムズ戦にて途中出場で公式戦初出場を果たす。